# Bennett Burleigh
Bennett Burleigh était un célèbre reporter de guerre anglais de la fin du XIXe siècle.

## Biographie
Après avoir fait ses premières armes lors de la guerre de Sécession, effectuée sur les Grands lacs du côté des confédérés, pendant laquelle il est emprisonné plusieurs fois, Bennett Burleigh combat dans les années 1860 aux côtés de Garibaldi en Sicile.
Il a ensuite suivi toutes les campagnes militaires anglaises depuis 1884, en particulier celles de Madagascar, puis celle de l'Afrique du Sud dont il fut le premier à annoncer la fin. Il travaille pour le Daily Telegraph le quotidien le plus lu en Angleterre. Il fut ensuite correspondant pour l'Agence de presse Central News pendant le bombardement d'Alexandrie en 1882. Le 2 octobre 1884, il envoie une dépêche contredisant celle du Ttimes affirmant que le général Gordon Pacha avait été rappelé à Londres. Son texte est repris par de nombreux journaux, y compris le Toronto Daily Mail au Canada, via une reprise par l'Associated Press. Il fut assez vite surnommé "le roi des correspondants de guerre", aux côtés d'autres correspondants de guerre réputés comme William Simpson, Charles Williams, Archibald Forbes, Russell, et H.S. Pearce. Il a ensuite couvert l'expédition britannique de secours au Soudan, venue en janvier 1885 à la rescousse des assiégés du Siège de Khartoum parmi lesquels figurait le même Gordon Pacha. Arrivée trop tard, elle ne put empêcher leur massacre. Bennett Burleigh donna l'information avec douze heures d'avance sur les autres médias, en parcourant la distance le séparant d'un poste télégraphique, car les assaillants avaient coupé les câbles pendant le Siège de Khartoum.
Il couvre ensuite l'action de l'armée anglaise à partir de Souakim en 1888, puis la Guerre des boers et le siège de Port-Arthur pendant la guerre russo-japonaise de 1904-1905. Il a publié six livres de récits de reportage.